# Cự Tước
Chòm sao Cự Tước (chữ Hán:巨爵, nghĩa: cái chén rượu lớn, tiếng La Tinh: Crater) là một trong 48 chòm sao Ptolemy và cũng là một trong 88 chòm sao hiện đại, mang hình ảnh Cái Chén.
Chòm sao này có diện tích 282 độ vuông, nằm trên thiên cầu nam, chiếm vị trí thứ 53 trong danh sách các chòm sao theo diện tích.
Chòm sao Cự Tước nằm kề các chòm sao Sư Tử, Lục Phân Nghi, Trường Xà, Ô Nha, Xử Nữ.

## Tên gọi
|  |

## Thiên thể
Các thiên thể đáng quan tâm
- Thiên hà va chạm NGC 4038 và NGC 4039